# Hans von Laue

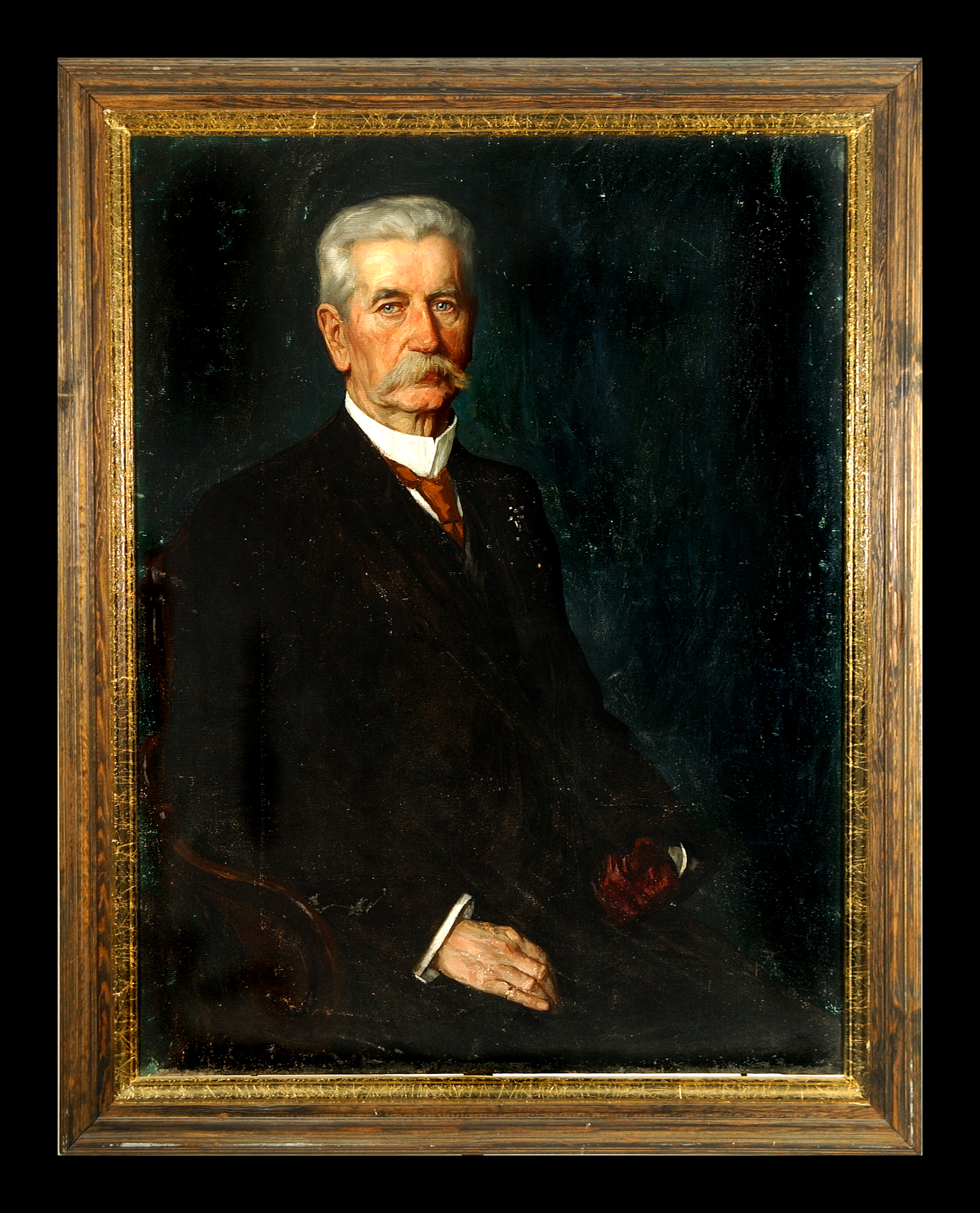
Hans Friedrich Heinrich von Laue

Hans Friedrich Heinrich Laue, seit 1858 von Laue, (* 8. November 1829 in Berlin; † 10. April 1913 in Potsdam) war ein preußischer Generalleutnant und Kommandant der Festung Metz.

## Leben

### Herkunft
Er war der Sohn des späteren preußischen Generalmajors Friedrich Wilhelm von Laue (1796–1862) und dessen Ehefrau Charlotte Wilhelmine, geborene von Arnim (1799–1868). Sein Vater war am 1. Januar 1858 durch König Friedrich Wilhelm IV. für sich und seine Nachkommen in den erblichen preußischen Adelsstand erhoben worden.

### Militärkarriere
Laue besuchte das Friedrichswerdersche Gymnasium in Berlin, das Friedrich-Wilhelms-Gymnasium in Posen sowie die Ritterakademie in Brandenburg an der Havel. Am 17. April 1848 trat er als Freiwilliger in das Garde-Schützen-Bataillon der Preußischen Armee ein und nahm im gleichen Jahr am Krieg gegen Dänemark teil. Nachdem Laue die Divisionsschule in Potsdam absolviert hatte, wurde er am 26. März 1850 als Sekondeleutnant in das 14. Infanterie-Regiment versetzt. Von Oktober 1850 bis Ende März 1851 war er zum Ersatz-Bataillon der 11. Infanterie-Brigade und anschließend bis Ende September 1851 zum 2. kombinierten Reserve-Bataillon kommandiert. Am 13. März 1852 folgte seine Versetzung in das 40. Infanterie-Regiment (4. Reserve-Regiment). Hier avancierte Laue am 31. Mai 1859 zum Premierleutnant und war vom 29. März 1860 bis zum 11. Januar 1862 als Adjutant beim Gouvernement Magdeburg kommandiert. Unter Belassung in diesem Kommando wurde er am 23. Februar 1861 in das 2. Magdeburgische Infanterie-Regiment (Nr. 27) versetzt. Mit seiner Beförderung zum Hauptmann und Versetzung in das 4. Magdeburgische Infanterie-Regiment Nr. 67 kehrte Laue wieder in den Truppendienst zurück und erhielt das Kommando über die 7. Kompanie. Mit dem Regiment nahm Laue 1866 während des Krieges gegen Österreich an den Schlachten bei Münchengrätz und Königgrätz teil. Während der Kämpfe bei Königgrätz wurde er schwer verwundet und verlor die linke Hand. Für seine Leistungen erhielt Laue den Roten Adlerorden IV. Klasse mit Schwertern.
Nach dem Friedensschluss und seiner Gesundung kommandierte man Laue im Mai 1867 zur Dienstleistung beim Großen Generalstab. Unter Stellung à la suite seines Regiments wurde er am 15. Februar 1868 in den Nebenetat des Großen Generalstabs versetzt. Nach dem Beginn des Krieges gegen Frankreich trat Laue am 23. Juli 1870 als Major zu seinem Regiment zurück und war bis Dezember 1870 Kommandeur des Ersatz-Bataillons. Anschließend wurde er als etatsmäßiger Stabsoffizier zum mobilen Regiment nach Frankreich versetzt und mit der Führung des Füsilier-Bataillons beauftragt. In dieser Eigenschaft nahm Laue an der Belagerung von Belfort sowie der Schlacht an der Lisaine teil, in der er eine Verwundung am Ohr erlitt.
Ausgezeichnet mit dem Eisernen Kreuz II. Klasse wurde Laue nach Kriegsende unter Belassung in seiner Stellung à la suite des 4. Magdeburgischen Infanterie-Regiments Nr. 67 am 28. August 1871 zum Kommandeur der Unteroffizierschule Weißenfels ernannt. Am 22. März 1876 stieg er zum Oberstleutnant auf und wurde einige Tage später als Kommandeur des II. Bataillons in das 7. Thüringische Infanterie-Regiment Nr. 96 nach Gera versetzt. Unter Versetzung in das Kadettenkorps folgte ab 3. Februar 1880 eine Verwendung als Kommandeur der Hauptkadettenanstalt und seine Beförderung zum Oberst am 18. September 1880. Am 23. März 1885 wurde Laue à la suite des Kadettenkorps gestellt und zum Kommandanten von Metz ernannt. In dieser Eigenschaft avancierte er am 16. September 1885 zum Generalmajor sowie am 19. September 1888 zum Generalleutnant. Außerdem erhielt Laue den Stern zum Roten Adlerorden II. Klasse mit Schwertern am Ringe. Anlässlich des Ordensfestes 1892 würdigte Wilhelm II. ihn durch die Verleihung des Kronenordens I. Klasse. Am 2. Juni 1892 wurde Laue von seinem Posten entbunden, zu den Offizieren von der Armee überführt und am 5. Juli 1892 in Genehmigung seines Abschiedsgesuches mit der gesetzlichen Pension zur Disposition gestellt. Seinen Lebensabend verlebt er in Potsdam.

### Familie
Laue hat sich am 8. Juni 1860 in Genthin mit Antonie Beckmann (* 1838) verheiratet. Aus der Ehe gingen drei Söhne hervor:
- Hans-Peter (* 1862), preußischer Offizier
- Hans-Jakob (* 1866), preußischer Offizier
- Hans-Bodo (* 1876)

Er ist verwandt mit dem Magdeburger Gutsherrn und Kriegsrat Julius von Laue (1848–1927), dem Vater des Nobelpreisträgers Max von Laue.

## Weblink
- Laue, Hans von. Indexeintrag: Deutsche Biographie